# Шосе A7 (Латвія)
Шосе A7 — національна дорога в Латвії, що з'єднує Ригу з литовським кордоном (Гренцтале) через Бауску. Дорога також відома в Латвії як Бауське шосе. A7 є частиною європейського маршруту E67 (також відомого як Via Baltica) і європейської мережі доріг TEN-T. На кордоні дорога стає литовською A10. Довжина A7 на території Латвії становить 86 кілометрів. Зараз A7 має смуги 2x2 лише на території Риги, інші частини мають смуги 1x2. Поточне обмеження швидкості 90 км/год, за винятком муніципалітетів. У 2005—2006 роках А7 була реконструйована з 25-го по 43-й кілометр і з 67-го по 85-й кілометр. В Єцаві відремонтували 2-кілометрову ділянку дороги, у 2012 році завершили реконструкцію ще 15-кілометрової ділянки. Будівництво об'їзної дороги Кекава планується розпочати у 2017 році. Об'їзна дорога буде побудована за стандартами швидкісної або автостради. Середній трафік (AADT) на A7 протягом 2016 року становив 14 599 автомобілів на день.

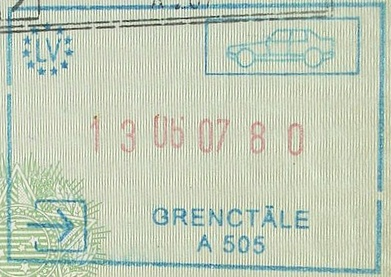
Штамп дошенгенського паспорта з Гренцтале на початку A7 на кордоні з Литвою.

29 листопада 2021 року затверджено проєкт об'їзної дороги Кекава, який переходить до етапу будівництва. Планується, що будівництво кільцевої дороги буде завершено в жовтні 2023 року.

## Історія
Ділянку A7 від Ієцави до Бауски було реконструйовано у 2001 році за кошти Європейського Союзу. У 2013 році на цій ділянці було оновлено покриття. У червні 2022 року на ділянці A7 від Ієцави до Бауски (44,8–65,4 км) почали ремонтувати покриття. 30 січня 2015 року було оголошено тендер на відновлення покриття ділянки A7 Єнчі-Ієцава (25,0-42,9 км).